# جون خايرو رويز
جون خايرو رويز (بالإسبانية: John Jairo Ruiz) (مواليد 10 يناير 1994 في كوستاريكا) لاعب كرة قدم كوستاريكي لعب سابقاً لصالح نادي الفيحاء في دوري المحترفين السعودي.

## روابط خارجية
- جون خايرو رويز على موقع الاتحاد الدولي (مؤرشف)  (الإنجليزية)
- جون خايرو رويز على موقع الاتحاد الأوربي (الإنجليزية)
- جون خايرو رويز على موقع اتحاد أوكرانيا (الإنجليزية)
- جون خايرو رويز على موقع قاعدة بيانات كرة القدم.إي يو (الإنجليزية)
- جون خايرو رويز على موقع ناشيونال فوتبول تيمز (الإنجليزية)
- جون خايرو رويز على موقع Soccerbase.com (لاعب) (الإنجليزية)
- جون خايرو رويز على موقع Soccerway.com (الإنجليزية)
- جون خايرو رويز على موقع AS.com (الإسبانية)